# Klaus-Peter Johne
Klaus-Peter Johne (* 27. Dezember 1941 in Jena) ist ein deutscher Althistoriker.
Von 1960 bis 1965 studierte Klaus-Peter Johne Klassische Philologie an der Humboldt-Universität zu Berlin. Akademische Lehrer waren unter anderem Ludger Alscher, Willi Göber, Werner Hartke, Wilhelm Hartke, Johannes Irmscher, Heinrich Junker, Johannes Schneider, Rudolf Schottlaender, Wolfgang Seyfarth, Marie Simon, Elisabeth Charlotte Welskopf und Wolfgang Wiefel. Anschließend war er bis 1991 wissenschaftlicher Mitarbeiter, zeitweise auch Geschäftsführender Assistent, des Bereiches Griechisch-römische Geschichte an der Akademie der Wissenschaften beziehungsweise des späteren Zentralinstitut für Alte Geschichte und Archäologie der Akademie der Wissenschaften der DDR in Berlin. Zuletzt war er dort Forschungsgruppenleiter „Römische Geschichte und lateinische Corpora“. 1971 wurde er über Untersuchungen zur Datierung und sozialen Herkunft der Historia Augusta bei Wolfgang Seyfarth promoviert, weitere Gutachter waren Werner Hartke und Johannes Irmscher. 1981 erfolgte die Promotion B mit der von Heinz Kreißig angeregten Arbeit Die Kolonen in Italien und den westlichen Provinzen des Römischen Reiches, 1987 erhielt er die Lehrbefähigung. Von 1988 bis 1992 war Johne Honorardozent an der Martin-Luther-Universität Halle-Wittenberg, 1991/92 zudem Gastdozent an der Universität Hamburg. 1992 wurde Johne neben Wilfried Nippel zum Professor für Alte Geschichte an der Humboldt-Universität mit dem Schwerpunkt Römische Geschichte berufen. 2007 wurde er emeritiert, lehrte aber noch bis 2009 weiter. Johnes Nachfolger wurde Aloys Winterling.
1965 bis 1998 war Johne Mitarbeiter an der Prosopographia Imperii Romani, 1987 bis 1998 sogar Mitherausgeber der Reihe. Zudem arbeitete er an weiteren Akademieprojekten wie „Die Römer an Rhein und Donau“, „Geschichte des wissenschaftlichen Denkens im Altertum“, „Einleitung in die klassischen Altertumswissenschaften“ und „Quellen zur Frühgeschichte Mitteleuropas“. Er beschäftigt sich vorrangig mit der römischen Geschichtsschreibung, insbesondere die Historia Augusta, für die er als international angesehener Fachmann gilt, den Kolonen in Italien und den westlichen Provinzen des Römischen Reiches, den Römern an der Elbe und der Zeit der Soldatenkaiser. Er war mit Renate Johne verheiratet.

## Schriften (Auswahl)
- Kaiserbiographie und Senatsaristokratie. Untersuchungen zur Datierung und sozialen Herkunft der Historia Augusta (= Schriften zur Geschichte und Kultur der Antike. Band 15). Berlin 1976.
- zusammen mit Jens Köhn und Volker Weber: Die Kolonen in Italien und den westlichen Provinzen des Römischen Reiches vom 2. Jahrhundert v. u. Z. bis zu den Severern. Eine Untersuchung der literarischen, juristischen und epigraphischen Quellen (= Schriften zur Geschichte und Kultur der Antike. Band 21). Berlin 1983.
- als Herausgeber: Gesellschaft und Wirtschaft des Römischen Reiches im 3. Jahrhundert. Studien zu ausgewählten Problemen. Berlin 1993
- Von der Kolonenwirtschaft zum Kolonat. Ein römisches Abhängigkeitsverhältnis im Spiegel der Forschung (= Öffentliche Vorlesungen der Humboldt-Universität zu Berlin. Heft 18. Berlin 1994, Antrittsvorlesung am 20. Oktober 1992 an der Humboldt-Universität zu Berlin, PDF, 60 kB).
- Die Römer an der Elbe. Das Stromgebiet der Elbe im geographischen Weltbild und im politischen Bewußtsein der griechisch-römischen Antike. Akademie Verlag, Berlin 2006, ISBN 978-3-050-03445-4.
- Kaiser, Konsuln und Kolonen. Studien zu Kaiserzeit und Spätantike (= Studien zur Geschichtsforschung des Altertums. Band 15). Herausgegeben von Udo Hartmann. Dr. Kovač, Hamburg 2007 (enthält Schriftenverzeichnis auf S. 263–270).
- als Herausgeber: Die Zeit der Soldatenkaiser. Krise und Transformation des Römischen Reiches im 3. Jahrhundert n. Chr. (235–284). 2 Bände, Akademie-Verlag, Berlin 2008.
- Die Markomannen und ihre Nachbarn. Germanen an der Peripherie des Römischen Reiches. Kohlhammer, Stuttgart 2025, ISBN 978-3-17-037717-2.